# Vivus!
Vivus! es un álbum en vivo lanzado por la banda americana de death metal Death a través de Relapse Records. Contiene dos álbumes en vivo previamente publicados: Live in L.A. (Death & Raw) y Live in Eindhoven. Ambos shows contenidos en Vivus! fueron grabados en 1998. El disco uno presenta a la banda en Whisky a Go Go en Los Ángeles, mientras que el disco dos es una grabación de la banda en el escenario del festival en Dynamo Open Air]. El mánager de la banda, Eric Greif, ha declarado que la inspiración para el set y su título fue el álbum Kiss Alive!.

## Listado de canciones
| N.º | Título                         | Duración |  |
| 1.  | «The Philosopher»              | 03:40    |  |
| 2.  | «Spirit Crusher»               | 06:26    |  |
| 3.  | «Trapped in a Corner»          | 04:25    |  |
| 4.  | «Scavenger of Human Sorrow»    | 06:39    |  |
| 5.  | «Crystal Mountain»             | 04:47    |  |
| 6.  | «Flesh and the Power It Holds» | 08:01    |  |
| 7.  | «Zero Tolerance»               | 05:00    |  |
| 8.  | «Zombie Ritual»                | 04:41    |  |
| 9.  | «Suicide Machine»              | 04:14    |  |
| 10. | «Together as One»              | 04:11    |  |
| 11. | «Empty Words»                  | 07:03    |  |
| 12. | «Symbolic»                     | 06:16    |  |
| 13. | «Pull the Plug»                | 06:22    |  |

| N.º | Título                         | Duración |  |
| 14. | «The Philosopher»              | 04:21    |  |
| 15. | «Trapped In A Corner»          | 04:39    |  |
| 16. | «Crystal Mountain»             | 05:01    |  |
| 17. | «Suicide Machine»              | 04:19    |  |
| 18. | «Together As One»              | 04:04    |  |
| 19. | «Zero Tolerance»               | 04:50    |  |
| 20. | «Lack of Comprehension»        | 03:46    |  |
| 21. | «Flesh And The Power It Holds» | 08:40    |  |
| 22. | «Flattening Of Emotions»       | 04:26    |  |
| 23. | «Spirit Crusher»               | 06:55    |  |
| 24. | «Pull The Plug»                | 05:20    |  |

## Créditos
- Chuck Schuldiner – voz, Guitarra
- Richard Christy – Batería
- Scott Clendenin – Bajo
- Shannon Hamm – Guitarra